# ハイ・インシデント/警察ファイルJ
『ハイ・インシデント/警察ファイルJ』（High Incident）は、ドリームワークス・テレビジョンが製作し、ABCにより放送された警察ドラマシリーズである。エリック・ボゴシアン、マイケル・パヴォーネ、スティーヴン・スピルバーグ、デイヴ・アラン・ジョンソンが製作者である。1996年3月4日から1997年5月8日までに全2シーズン、32話が放送された。

## 登場人物とキャスト
- テリー・ヘイガー巡査
  - 演 - マット・ベック/ 声 - 石井隆夫
- アンディ・ライトナー巡査
  - 演 - ディラン・ブルーノ（シーズン1）
- レニー・ガイヤー巡査
  - 演 - マット・クレイヴン
- リネット・ホワイト巡査
  - 演 - ウェンディ・デイヴィス
- レスリー・ジョイナー巡査
  - 演 - アーンジャニュー・エリス
- ヘレン・サリバン巡査部長
  - 演 - リンゼイ・フロスト
- ランディ・ウィリッツ巡査
  - 演 - コール・ハウザー/ 声 - 松本大
- ジム・マーシュ上級主任巡査
  - 演 - デヴィッド・キース/ 声 - 中田和宏
- ゲイル・ヴァン・キャンプ巡査
  - 演 - キャサリン・ケルナー
- リッチー・フェルナンデス巡査
  - 演 - ジュリオ・オスカー・メチョソ
- ラッセル・トップス巡査
  - 演 - ルイス・マスティーロ
- マイケル・ローデス上級主任巡査
  - 演 - ブレア・アンダーウッド
- ジェシカ・ヘルガド巡査
  - 演 - リサ・ヴィダル

## エピソード
| シーズン | シーズン | 話数 | 放送日        | 放送日          |
| シーズン | シーズン | 話数 | シーズン 初回 | シーズン 最終回 |
| -------- | -------- | ---- | ------------- | --------------- |
|          | 1        | 10   | 1996年3月4日  | 1996年9月12日   |
|          | 2        | 22   | 1996年9月17日 | 1997年5月8日    |

### 第1シーズン（1996年）
| No. | #  | タイトル                                       | 監督                       | 脚本 | 放送日        |
| --- | -- | ---------------------------------------------- | -------------------------- | --- | ------------- |
| 1   | 1  | "ストリートに散った命" "Pilot"                 | チャールズ・ヘイド         | 原案 : デイヴ・アラン・ジョンソン、マイケル・パヴォーネ、スティーヴン・スピルバーグ、エリック・ボゴシアン 脚本 : デイヴ・アラン・ジョンソン、エリック・ボゴシアン、マイケル・パヴォーネ | 1996年3月4日  |
| 2   | 2  | "死が２人を分かつまで" "Till Death Do Us Part" | チャールズ・ヘイド         | デイヴ・アラン・ジョンソン、マイケル・パヴォーネ | 1996年3月11日 |
| 3   | 3  | "死人の多い日" "Coroner's Day Off"             | マイケル・ワトキンス       | ウィリアム・M・フィンケルスタイン | 1996年3月18日 |
| 4   | 4  | "小さな命を救え" "Women and Children First"    | ランドール・ジスク         | フレッド・エリス、モンテ・ウィリアムズ | 1996年4月1日  |
| 5   | 5  | "ジャックはどこに" "Sometimes a Vague Notion"  | トニー・ビル               | トレイシー・スターン | 1996年4月8日  |
| 6   | 6  | "父親の役目" "Father Knows Best"               | チャールズ・ヘイド         | マイケル・パヴォーネ、デイヴ・アラン・ジョンソン | 1996年4月15日 |
| 7   | 7  | "狂気と焦燥の時間" "Follow the Leader"         | ダン・ラーナー             | フレッド・エリス、モンテ・ウィリアムズ | 1996年8月15日 |
| 8   | 8  | "霧中の玉突き事故" "52-Car Pick Up"            | ジェイク・パルトロウ       | トレイシー・スターン | 1996年8月29日 |
| 9   | 9  | "隠れ家の秘密" "Truth or Consequences"         | デイヴィス・グッゲンハイム | ウィリアム・M・フィンケルスタイン | 1996年9月5日  |
| 10  | 10 | "女か虎か" "The Lady or the Tiger"             | チャールズ・ヘイド         | 原案 : マイケル・パヴォーネ、デイヴ・アラン・ジョンソン 脚本 : フレッド・エリス、モンテ・ウィリアムズ                                                                                   | 1996年9月12日 |

### 第2シーズン（1996年 - 1997年）
| No. | #  | タイトル                                                     | 監督                     | 脚本                                                                        | 放送日         |
| --- | -- | ------------------------------------------------------------ | ------------------------ | --------------------------------------------------------------------------- | -------------- |
| 1   | 11 | "誕生と死と" "Hello/Goodbye"                                 | チャールズ・ヘイド       | アン・ドナヒュー                                                            | 1996年9月17日  |
| 2   | 12 | "エル・カミーノは誰にも渡さない" "Nobody Walks in El Camino" | チャールズ・ヘイド       | フレッド・エリス、モンテ・ウィリアムズ                                      | 1996年9月19日  |
| 3   | 13 | "ようこそ、アメリカへ" "Welcome to America"                  | レス・ランドー           | アート・モンテラステリ                                                      | 1996年9月26日  |
| 4   | 14 | "連続爆弾魔" "Who'll Stops the Bombs"                        | トニー・ビル             | ケヴィン・アーカディー                                                      | 1996年10月3日  |
| 5   | 15 | "ゴッドファーザー" "The Godfather"                           | マイケル・ケイトルマン   | キム・ニュートン                                                            | 1996年10月10日 |
| 6   | 16 | "ハロウィーンの脱走囚" "Masquerade"                          | ラルフ・ウィンター       | W・K・スコット・メイヤー                                                    | 1996年10月17日 |
| 7   | 17 | "二つの命" "Shake, Rattle & Roll"                            | ダン・ラーナー           | トレイシー・スターン                                                        | 1996年10月31日 |
| 8   | 18 | "パートナー交代" "Change Partners"                           | チャールズ・ヘイド       | アート・モンテラステリ                                                      | 1996年11月7日  |
| 9   | 19 | "警官を狙う影" "Bullet the Blue Sky"                         | D・J・カルソー           | ケヴィン・アーカディー、キム・ニュートン                                    | 1996年11月21日 |
| 10  | 20 | "300通の逮捕状" "Warrant Peace"                              | トニー・ビル             | 原案 : トレイシー・スターン 脚本 : フレッド・エリス、モンテ・ウィリアムズ   | 1996年12月5日  |
| 11  | 21 | "クリスマスの奇跡" "Christmas Blues"                         | マイケル・ケイテルマン   | アート・モンテラステリ、W・K・スコット・メイヤー                            | 1996年12月12日 |
| 12  | 22 | "病んだ町" "My Brother's Keeper"                             | チャールズ・ヘイド       | トレイシー・スターン                                                        | 1997年1月9日   |
| 13  | 23 | "金の亡者" "No Money Down"                                   | D・J・カルソー           | アン・ドナヒュー、アート・モンテラステリ                                    | 1997年1月16日  |
| 14  | 24 | "警察犬アーロ" "Knock Knock"                                 | ホイットニー・ランジック | 原案 : フレッド・エリス、モンテ・ウィリアムズ 脚本 : ケヴィン・アーカディー | 1997年1月30日  |
| 15  | 25 | "無法地帯" "Black & Blue"                                    | D・J・カルソー           | アン・ドナヒュー、キム・ニュートン                                          | 1997年2月6日   |
| 16  | 26 | "高級車窃盗団" "Hot Wire"                                    | ダン・ラーナー           | アート・モンテラステリ、トレイシー・スターン                                | 1997年2月13日  |
| 17  | 27 | "過剰防衛" "Excessive Force"                                 | ジェイク・パルトロウ     | ケヴィン・アーカディー、W・K・スコット・メイヤー                            | 1997年2月27日  |
| 18  | 28 | "消えた５万ドル" "Show Me the Money"                         | ホイットニー・ランジック | アート・モンテラステリ、トレイシー・スターン                                | 1997年3月13日  |
| 19  | 29 | "マイクの苦い過去" "Remote Control"                          | D・J・カルソー           | ボニー・マーク                                                              | 1997年4月3日   |
| 20  | 30 | "悲劇を呼ぶ薬" "Camino High"                                 | スティーヴン・クレイグ   | ウェンディ・バトルズ、R・J・バーンスタイン                                  | 1997年4月24日  |
| 21  | 31 | "スターディング・オーバー" "Starting Over"                   | アレン・コールター       | ジェニア・シップマン                                                        | 1997年5月1日   |
| 22  | 32 | "最後の銃撃戦" "Shootout"                                    | アート・モンテラステリ   | アン・ドナヒュー                                                            | 1997年5月8日   |